# José Horacio Gómez

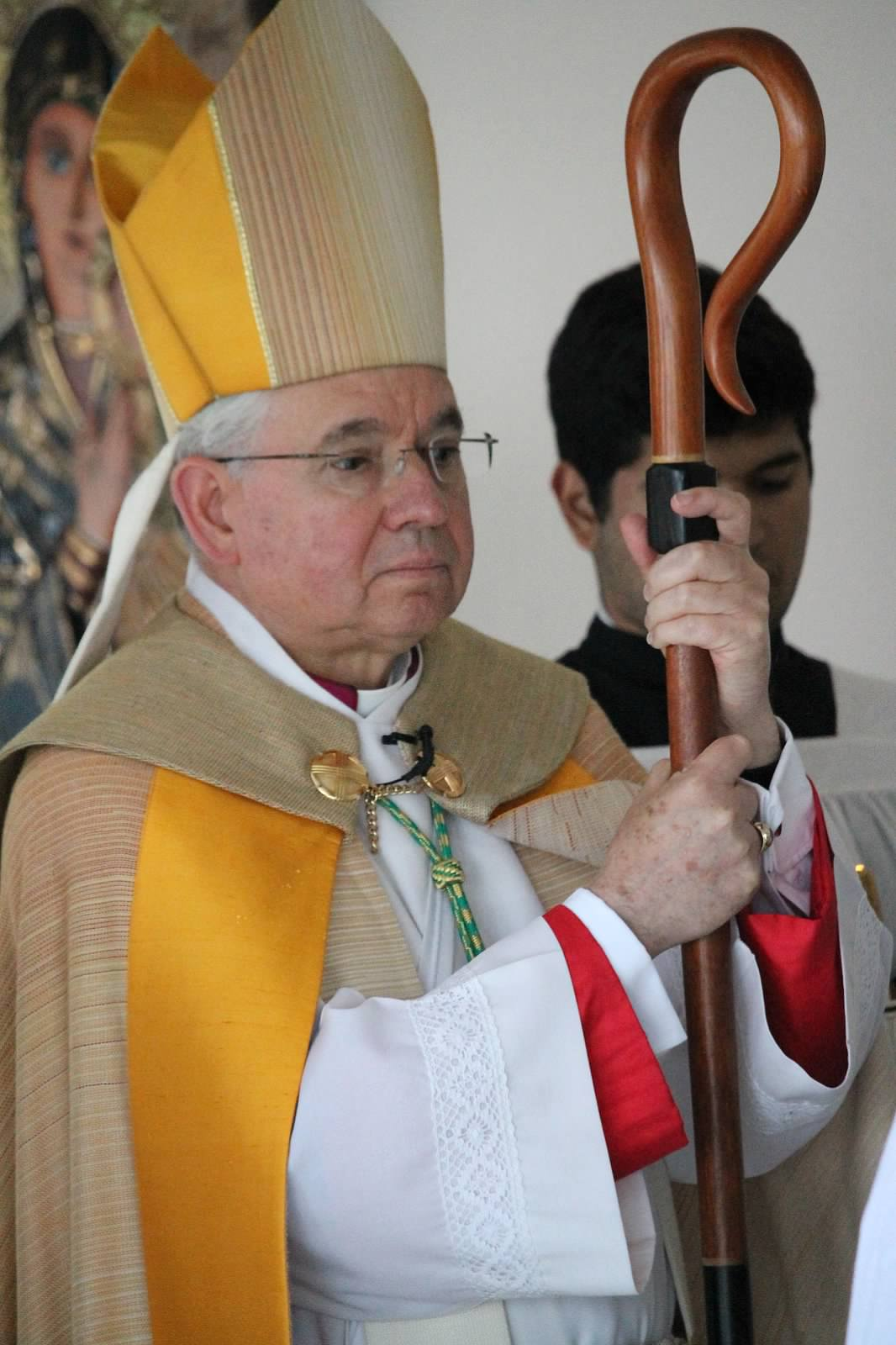
Aartsbisschop Gómez in 2016.

José Horacio Gómez Velasco (Monterrey (Mexico), 26 december 1952) is aartsbisschop van het aartsbisdom Los Angeles in de Verenigde Staten. Hij was voor zijn bisschopswijding numerair lid van Opus Dei. Daarna was hij, zoals alle Rooms-Katholieke bisschoppen, verantwoording verschuldigd aan de paus van Rome. Velasco kreeg in 1995 het Amerikaans staatsburgerschap.

## Kerkelijke loopbaan
Gómez werd op 15 augustus 1978 door kardinaal Franz König voor het Opus Dei tot priester gewijd in het heiligdom van Torreciudad in Spanje. Hij haalde in 1980 de graad van doctor in de theologie aan de Universiteit van Navarra. Vanaf 1987 was hij pastoraal werkzaam in de Verenigde Staten. In 1995 Amerikaans staatsburger geworden werd hij in 2001 tot hulpbisschop benoemd van Denver. In 2004 volgde zijn benoeming tot aartsbisschop van San Antonio. Vanaf 2011 was hij aartsbisschop van Los Angeles.
Vanaf 15 november 2016 was Gómez vice-president van de Amerikaanse Bisschoppenconferentie (Unites States Conference of Catholic Bishops of USCCB) tot hij op 12 november 2019 - als eerste latino - tot voorzitter daarvan werd gekozen.
Gómez speelde een belangrijke rol in de emancipatie van de groeiende groep katholieke latino's in de Verenigde Staten en wordt gezien als conservatief.